# Гент (Нью-Йорк)
Гент (англ. Ghent) — місто (англ. town) в США, в окрузі Колумбія штату Нью-Йорк. Населення — 5303 особи (2020).

## Демографія
Згідно з переписом 2010 року, у місті мешкали 5402 особи в 2203 домогосподарствах у складі 1391 родини. Було 2558 помешкань
Расовий склад населення:
| - 94,5 % — білих - 1,6 % — чорних або афроамериканців - 0,9 % — азіатів - 0,3 % — корінних американців - 0,1 % — вихідців з тихоокеанських островів - 1,2 % — осіб інших рас |

До двох чи більше рас належало 1,5 %. Частка іспаномовних становила 3,8 % від усіх жителів.
За віковим діапазоном населення розподілялося таким чином: 20,7 % — особи молодші 18 років, 59,8 % — особи у віці 18—64 років, 19,5 % — особи у віці 65 років та старші. Медіана віку мешканця становила 46,4 року. На 100 осіб жіночої статі у місті припадало 99,4 чоловіків;  на 100 жінок у віці від 18 років та старших — 94,7 чоловіків також старших 18 років.
Середній дохід на одне домашнє господарство  становив 78 093 долари США (медіана — 63 509), а середній дохід на одну сім'ю — 84 053 долари (медіана — 65 729). Медіана доходів становила 41 995 доларів для чоловіків та 38 899 доларів для жінок. За межею бідності перебувало 10,4 % осіб, у тому числі 24,3 % дітей у віці до 18 років та 3,4 % осіб у віці 65 років та старших.
Цивільне працевлаштоване населення становило 2812 осіб. Основні галузі зайнятості: освіта, охорона здоров'я та соціальна допомога — 25,6 %, науковці, спеціалісти, менеджери — 15,1 %, будівництво — 9,8 %, мистецтво, розваги та відпочинок — 7,6 %.